# Scotiazetes cuspidatus
Scotiazetes cuspidatus är en kvalsterart som först beskrevs av Covarrubias 1967.  Scotiazetes cuspidatus ingår i släktet Scotiazetes och familjen Ceratozetidae. Inga underarter finns listade i Catalogue of Life.